# Wassili Erlich
Wassili Erlich (russisch Василий Эрлих; * 1956 in Dschambul) ist ein ehemaliger sowjetischer Radrennfahrer und nationaler Meister im Radsport.

## Sportliche Laufbahn
Erlich war Bahnradsportler. 1978 holte er die Silbermedaille bei den Bahnradsport-Weltmeisterschaften in der Mannschaftsverfolgung mit Igor Pilipenko, Witali Petrakow und Wladimir Ossokin. Im Finale unterlagen sie dem Bahnvierer aus der DDR. Bei den Bahnradsport-Weltmeisterschaften 1979 gewann der sowjetische Vierer mit Wladimir Ossokin, Wassili Erlich, Witali Petrakow und Wiktor Manakow erneut Silber. Den Endlauf gewann die DDR-Mannschaft. 1979 gewann Erlich den nationalen Titel in der Mannschaftsverfolgung.